# ملعب شيلدرن
ملعب شيلدرن بارك (بالإنجليزية: Children's Mercy Park)‏ هو ملعب موجود في كانساس سيتي ، الولايات المتحدة ويستعمل من جانب نادي سبورتينغ كانساس سيتي وسويب بارك رينجرز يتسع هذا الملعب ل18،500 متفرج.

## التاريخ
في الأصل، خطط سبورتنج كلوب، مجموعة ملكية الفريق، للانتقال إلى جنوب شرق كانساس سيتي بولاية ميسوري على أرض كانت تشغلها في السابق بانيستر مول. تم تمرير خطة إعادة التطوير، المسماة The Trails ، في 13 ديسمبر 2007. آخر حزمة من الحوافز الاقتصادية، خصم 30 مليون دولار، تم إقرارها في 21 نوفمبر 2008.

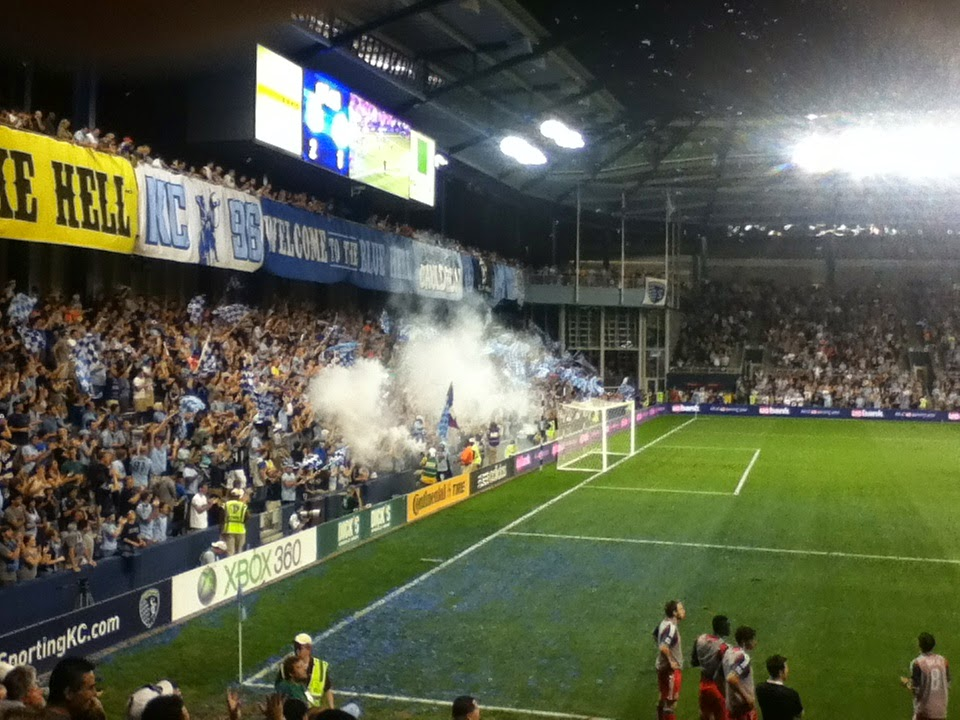
جماهير فريق سبورتينغ كانساس سيتي في إحدى مباريات الMLS

تم هدم موقع الملعب المخطط له لإعداد الموقع للبنية التحتية. كان من المفترض افتتاحه في عام 2011 بسعة 18500 مقعد. ومع ذلك، فإن تداعيات الأزمة المالية 2008-2009 وضعت المشروع على التوقف، وسعى مطور الاستاد في نهاية المطاف إلى نقل المشروع الجديد بالقرب من مركز فيلاج ويست للبيع بالتجزئة في كانسس سيتي ، كانساس، بالقرب من كانساس سبدواي وكومونتي أمريكا بالبارك. سعى مطور مجمع ذا تريلس إلى الحصول على «تحسينات» إضافية (أي سلطة الاقتراض) من مدينة كانساس سيتي بولاية ميسوري، لتمويل بناء ملعب كرة القدم ومجمع كرة القدم للهواة المرتبط به. ومع ذلك، لم تكن المدينة راغبة في توفير التمويل المطلوب، مما دفع المطور إلى البحث عن موقع جديد عبر خط الولاية.

## المباريات الدولية
استضاف ملعب شيلدرن مارسي أول مباراة دولية مع مباريات المجموعة الثالثة النهائية لكأس الكونكاكاف الذهبية 2011. تعادلت كل من كندا وبنما بالتعادل 1-1 في هذه المباراة، تلاها مباراة الولايات المتحدة الأولى على الإطلاق في الاستاد، بفوزها على غوادلوب 1-0.

## الإستضافات
- استضاف الملعب أول مباراة سيدات له على الإطلاق عندما استضاف فريق الولايات المتحدة للسيدات في أول مباراة له منذ كأس العالم للسيدات FIFA 2011، بالتعادل 1-1 مع كندا الذي شهده حشد بلغ 16,191.

- استضاف الملعب الدور نصف النهائي ونهائي بطولة الكونكاكاف التأهيلية الأولمبية للرجال 2012.[6]

## المصدر
- الموقع الرسمي
- T2: Timbers' new minor-league club offers taste of the past, glimpse of the future - Portland Business Journal
- Portland Timbers announce launch of USL PRO team T2 - OregonLive